# Espagne
Espagne (česky Španělsko) je francouzský němý film z roku 1905. Režisérkou je Alice Guy (1873–1968). Film trvá zhruba 11 minut.

## Děj
Film zachycuje panoramatické záběry z Madridu, Granady, Sevilly a Barcelony. Na začátku panoramatického záběru v Granadě lze vidět Alice Guy obklopenou malými dětmi.